# Lübsche Straße 50 (Wismar)
Das Gebäude Lübsche Straße 50 in Wismar-Altstadt in der Lübschen Straße, Ecke Große Hohe Straße, dient heute u. a. als Logenhaus. 
Das Gebäude steht unter Denkmalschutz.

## Geschichte

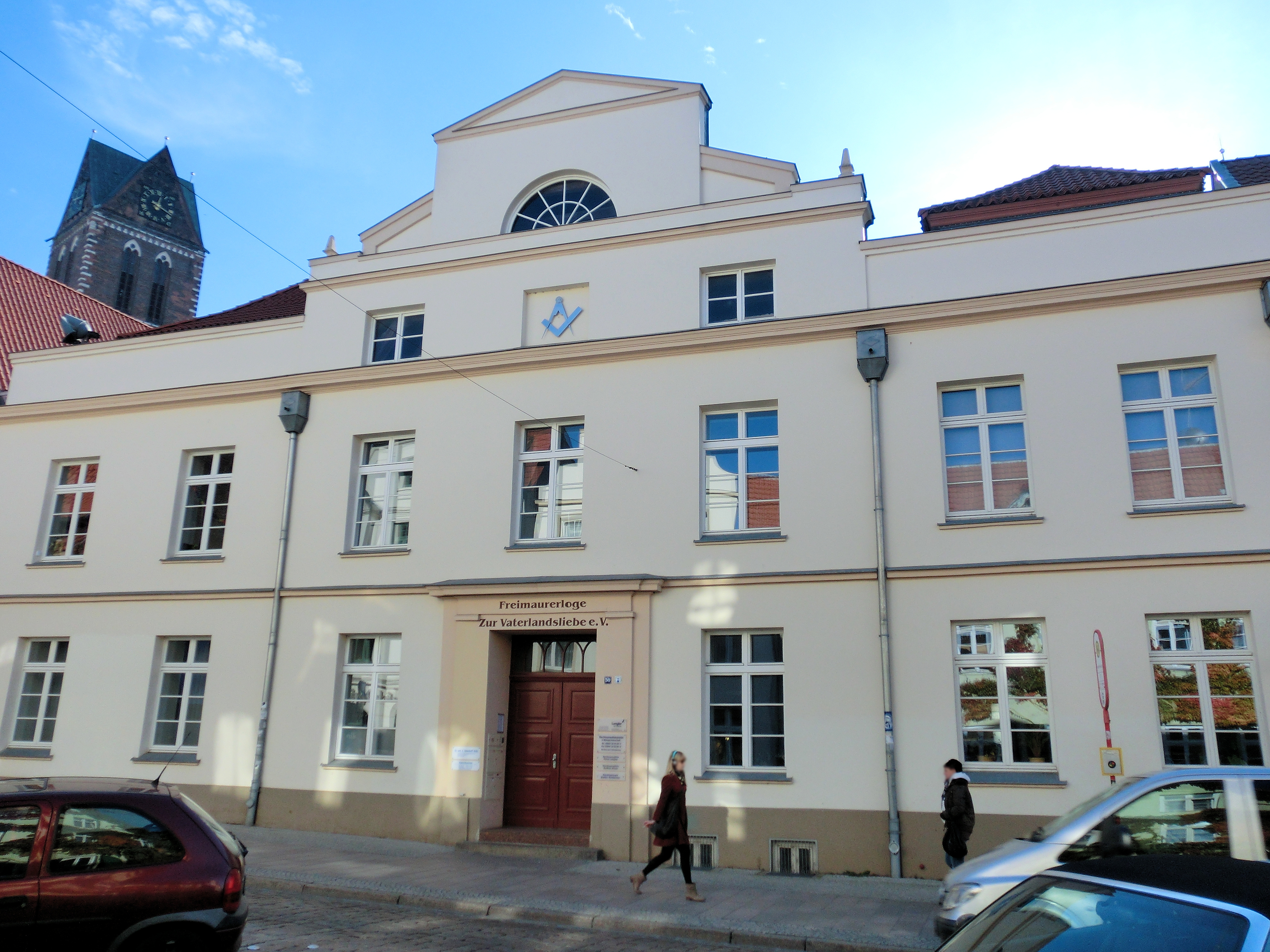
Logenhaus, dahinter die Marienkirche

Das zweigeschossige, siebenachsige, klassizistische Bürgerhaus mit dem Mezzaningeschoss mit Lünettenfenster, dem leicht vorgezogenen Mittelrisalit, der niedrigen Attika mit dem Dreiecksgiebel steht schräg gegenüber der Kirche des Heiligen-Geist-Hospitals. Es entstand aus drei mittelalterlichen gotischen Kernbauten mit dem erhaltenen kreuzrippengewölbten Keller, teilweise bemalten Brandwänden und dem Dachtragwerk im westlichen Gebäude.
Das östliche traufständige Eckhaus hatte seinen Eingang in der Großen Hohen Straße. Die beiden westlichen Gebäude waren Giebelhäuser. 1634 wurde das Haus grundbuchlich erwähnt (Jahreszahl am Haus bis 1930er Jahre). Es diente für verschiedene Nutzungen und Eigentümer, wie 1790 dem Tribunalsassessor Joachim Sternwebe. Danach fand hinter der klassizistischen Straßenfassade die Zusammenfassung der drei Gebäude statt.

### Logenhaus
Von 1851 bis 1935 wurde das Gebäude überwiegend durch die Freimaurer-Loge Zur Vaterlandsliebe von 1819 genutzt, die das Gebäude umbauen ließ. Die Loge schloss sich 1926 der Großen Loge von Preußen, genannt Royal York zur Freundschaft, an. 1927 erfolgte die Neugestaltung des Saales der Loge im 1. Obergeschoss des westlichen Gebäudes mit expressiven Formen nach Plänen von Martin Eggert aus Wismar. Auf Druck des NS-Regimes schloss die Loge 1935 das Haus. 1936 beschlagnahmte das Land das Logenvermögen. Das Haus wurde an die Stadt verkauft.
Es folgten Umbauten: Windfang, neue Tür im EG, Unterteilung des großen Mittelsaales, Treppe zum Dachgeschoss, Änderungen der Hoffassade. Ab 1938 wurde das Haus als Heimatmuseum genutzt und war Sitz der SS-Kreisleitung. Von 1946 bis 1989 war es Sitz der FDJ-Kreisleitung und zeitweise der SED-Kreisleitung. Von 1989 bis 1996 war hier das Arbeitsamt.  
1996 erhielt die Große Loge Royal York zur Freundschaft das Grundstück zurück, die 2004 das Haus an die 2003 wieder gegründete Freimaurerloge Zur Vaterlandsliebe verkaufte. Nach dem Leerstand musste bis 2005 eine sehr umfangreiche Sanierung mit Mitteln der Logen und mit Städtebaufördermitteln durchgeführt werden. Danach wurden in dem Gebäude die Loge, eine Praxis, das Büro der Sozialeinrichtung Das Boot, Gewerberäume und Wohnungen untergebracht.